# Thierry Brac de La Perrière (évêque)
Pour les articles homonymes, voir Famille Brac de La Perrière, Thierry Brac de La Perrière, Brac et La Perrière.
Cet article possède un paronyme, voir Thierry Brac de La Perrière.
Thierry Brac de La Perrière, né le 17 juin 1959 à Lyon (Rhône), est un prélat catholique français, évêque de Nevers d'août 2011 à juin 2023, actuel évêque auxiliaire de Lyon.

## Biographie
Thierry Brac de La Perrière est le fils de Vincent Brac de La Perrière et de Marie-Josée Delorme.

### Formation
Après des études secondaires au centre scolaire Saint-Marc à Lyon puis au séminaire Saint-Irénée, Thierry Brac de La Perrière obtient une première licence en lettres modernes à l’Université Lyon II puis le baccalauréat canonique. Il entre au grand séminaire et obtient une deuxième licence en théologie. En insertion pastorale à la paroisse Saint-Martin d’Oullins de 1985 à 1987, il passe son année diaconale à Sainte-Bernadette de Caluire-et-Cuire en 1987.

### Ministère presbytéral
Thierry Brac de La Perrière est ordonné prêtre le 19 juin 1988 par le cardinal Albert Decourtray. Incardiné au diocèse de Lyon, il est successivement :
- vicaire au sein de la paroisse Sainte-Bernadette et de l’Immaculée Conception de Caluire-et-Cuire, aumônier du lycée Jean-Baptiste-de-La-Salle et aumônier de secteur Guides de France (1988-1994) ;
- curé des paroisses Notre-Dame-du-Point-du-Jour de Lyon et Sainte-Anne de Ménival (1994-2001), animateur du secteur pastoral, aumônier diocésain du mouvement Foi et Lumière et aumônier diocésain des Guides de France (1995-1999) ;
- curé de la paroisse de La Sainte-Trinité de Lyon (2001-2003) ;
- vicaire général du diocèse de Lyon, chargé de l’accompagnement des jeunes prêtres (2001-2002).

### Ministère épiscopal

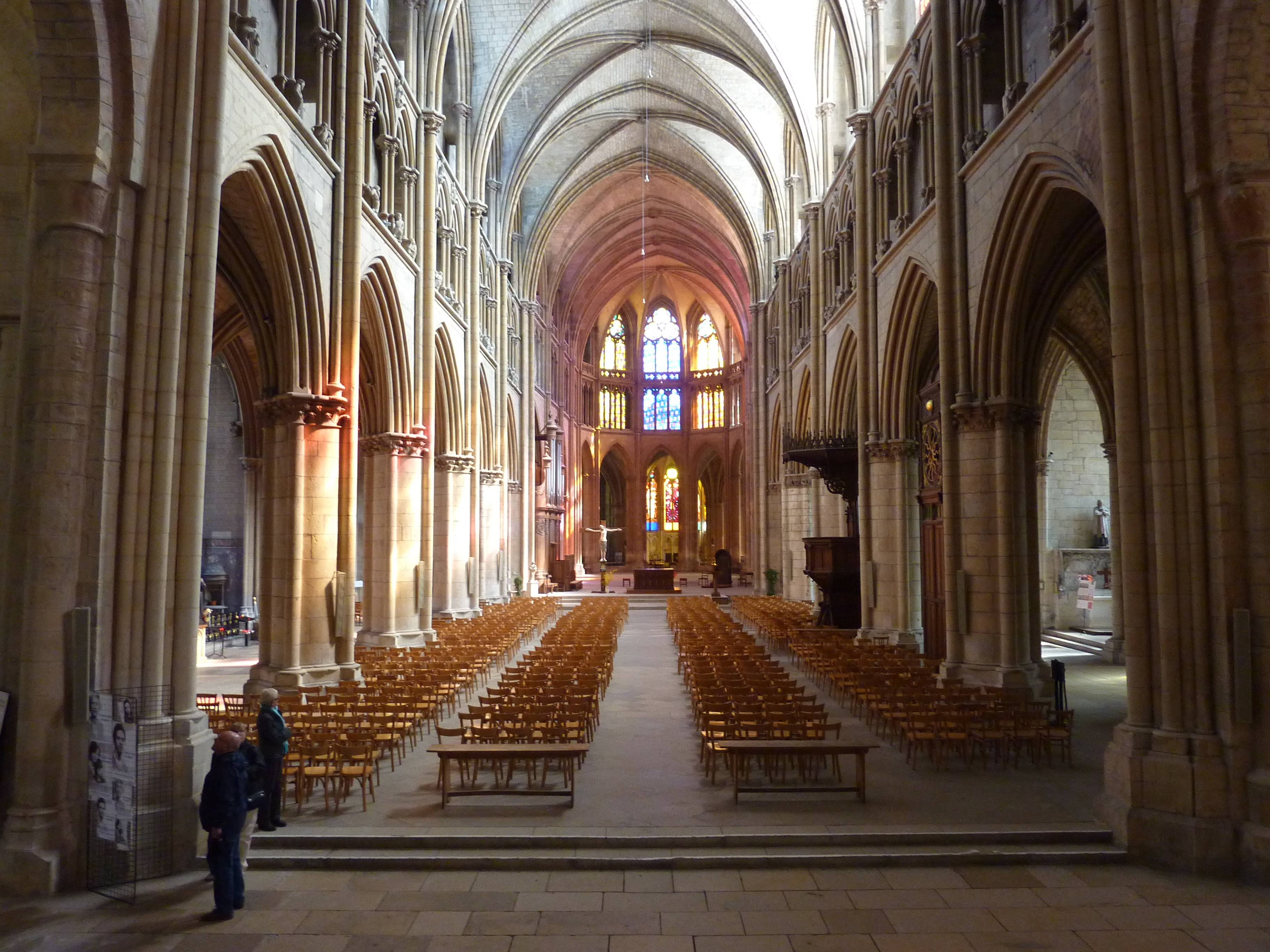
La nef de la cathédrale de Nevers.

Nommé évêque auxiliaire de Lyon le 15 avril 2003, avec le titre d'évêque titulaire (ou in partibus infidelium) de Zallata, le même jour qu'Hervé Giraud, il est consacré en même temps que lui le 25 mai suivant par Philippe Barbarin, archevêque de Lyon, assisté de François Blondel, évêque de Viviers et de Jacques Faivre, évêque du Mans. Au moment de sa nomination, Thierry Brac de La Perrière est le plus jeune évêque de France et le reste jusqu'à celle de Pascal Wintzer comme évêque auxiliaire de Poitiers le 2 avril 2007.
Le 27 août 2011 il est nommé évêque de Nevers, où il succède à Francis Deniau. Il est membre du Conseil pour la pastorale des enfants et des jeunes et évêque accompagnateur de la Fédération sportive et culturelle de France (FSCF) depuis 2012. Il est également évêque accompagnateur du mouvement eucharistique des jeunes (MEJ).
En décembre 2022, le pape accepte sa demande de prendre un congé sabbatique de six mois à compter de janvier 2023, il invoque une forme d’épuisement et un besoin de se ressourcer. Le 3 janvier 2023, le pape nomme Benoît Rivière évêque d'Autun, Chalon-sur-Saône et Mâcon comme administrateur apostolique afin de gérer le diocèse durant cette période d'absence.
Le 26 juin 2023, il démissionne de sa charge d'évêque de Nevers et est nommé évêque auxiliaire de Lyon,. Il reçoit alors le titre d'évêque titulaire de Senez.